# Johann Zehetner
Johann Josef „Hans” Zehetner (Bécs, 1912. szeptember 4. – 1942. december 29.) olimpiai ezüstérmes osztrák kézilabdázó.
Részt vett az 1936. évi nyári olimpiai játékokon, amit Berlinben rendeztek. A kézilabdatornán játszott, és az osztrák válogatott tagjaként ezüstérmes lett.
Az Anschluss után behívták a német Wehrmachtba katonai szolgálatra. A második világháborúban esett el csata közben.